# Referendum costituzionale in Birmania del 1973
Il referendum costituzionale in Birmania del 1973 si svolse il 15 dicembre 1973 per approvare la nuova Costituzione della Repubblica Socialista dell'Unione della Birmania.
La proposta fu approvata dal 94,5% degli elettori, con un'affluenza alle urne pari al 95,5%.

## Contesto
Il 2 marzo 1962 gli ufficiali del generale Ne Win tentarono un colpo di stato contro il governo di U Nu a causa della temuta federalizzazione; conseguentemente venne sostesa la Costituzione del 1947. Il 4 luglio 1962 venne fondato il Partito del Programma Socialista della Birmania e dal 1971 venne redatta una costituzione che stabiliva il governo del partito unico.
I voti furono semisegreti: dietro ad un sipario, gli elettori potevano esprimere il voto in un'urna bianca per un sì o in un'urna nera per un no. Nelle aree ribelli di Karen e Shan, solo i due terzi circa votano sì.

## Principi della nuova Costituzione
I punti principali della nuova Costituzione socialista prevedevano:
- Repubblica presidenziale;
- Stato a partito unico con il Partito del Programma Socialista della Birmania al governo;
- Parlamento monocamerale costituito nell'Assemblea del Popolo (Pyithu Hluttaw), con mandato di quattro anni;
- Referendum costituzionale obbligatorio per alcune parti a maggioranza assoluta di tutti gli aventi diritto (art. 194).[3]

## Risultati
| Scelta                                  | voti       | %     |
| --------------------------------------- | ---------- | ----- |
| Sì                                      | 13.312.801 | 94,45 |
| No                                      | 781.559    | 5,55  |
| Voti non validi/vuoti                   |            | –     |
| Totale                                  | 14.094.360 | 100   |
| Elettori registrati/affluenza alle urne | 14.760.036 | 95,49 |
| Fonte: Democrazia Diretta               |            |       |

## Conseguenze
La costituzione entrò in vigore il 3 gennaio 1974, seguita da elezioni generali nel mese di gennaio e febbraio 1974.
La costituzione venne poi abolita nel 1988 dalla giunta militare del Consiglio di Stato per la Restaurazione della Legge e dell'Ordine  presieduto dal generale Saw Maung, al quale successe nell'aprile 1992 il generale Than Shwe. 
Il 9 aprile 2008, il Consiglio di Stato per la Pace e lo Sviluppo (nome della giunta militare dopo il 1997) presentò una bozza di nuova costituzione preparata da una commissione governativa e presentata come "una tabella di marcia verso la democrazia", che verrà sottoposta a referendum nel 2008 e porterà alle elezioni parlamentari del 2010, le prime elezioni democratiche e multipartitiche dopo quelle del 1990 che erano state vinte dalla Lega Nazionale per la Democrazia di Aung San Suu Kyi e poi invalidate dalla giunta militare di Saw Maung.